# Vauciennes (Marne)
 Vauciennes  es una población y comuna francesa, en la región de Champaña-Ardenas, departamento de Marne, en el distrito de Épernay y cantón de Épernay-2.

## Demografía
| 305 | 297 | 302 | 298 | 338 | 339 |
| Para los censos de 1962 a 1999 la población legal corresponde a la población sin duplicidades (Fuente: INSEE [Consultar]) |     |     |     |     |     |